# Чернобай, Надежда
Надежда Чернобай (эст. Nadežda Tšernobai; 28 апреля 1985, Кохтла-Ярве — 21 декабря 2015, Тарту) — эстонская художница, член Эстонского союза живописцев и член Тартуского союза художников, участница группы эстонских художников „DUUL“.

## Биография
Родилась 28 апреля 1985 года в Кохтла-Ярве. Мать — художница, учитель рисования, отец — машинист экскаватора.
С 1997 года училась в Йыхвиской художественной школе, которую окончила в 2001 году. В 2004 году окончила с золотой медалью Кохтла-Ярвескую общую гимназию. Год между учёбой в средней школе и университете работала в фотоателье.
С 2005 года училась на художественном отделении философского факультета Тартуского университета по специальности «Живопись», где в 2007 году получила степень бакалавра и в 2010 году — степень магистра. В 2014 году начала обучение в докторантуре Латвийской академии художеств.

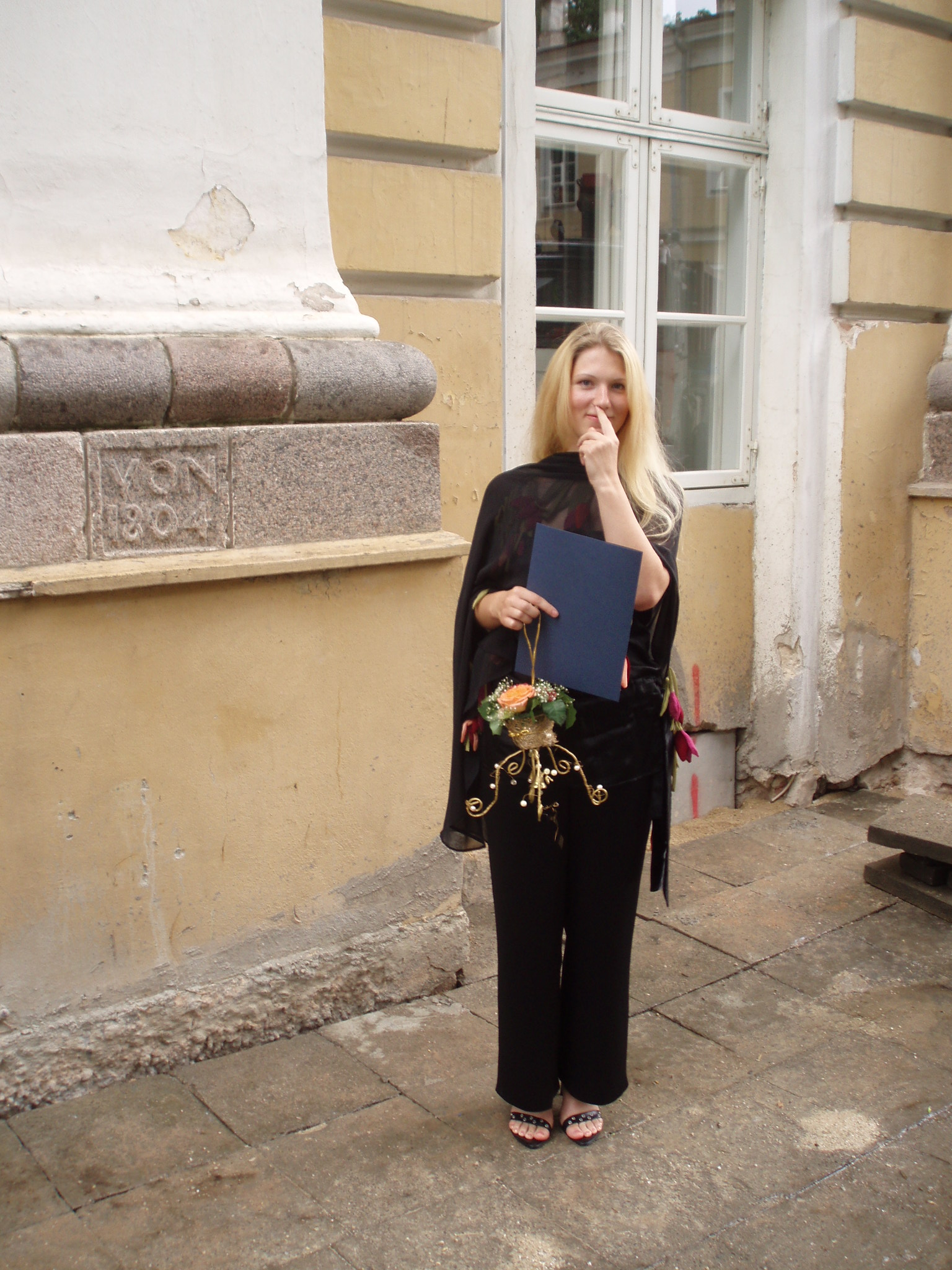
Надежда Чернобай в день получения диплома бакалавра перед главным зданием Тартуского университета, 2007 год

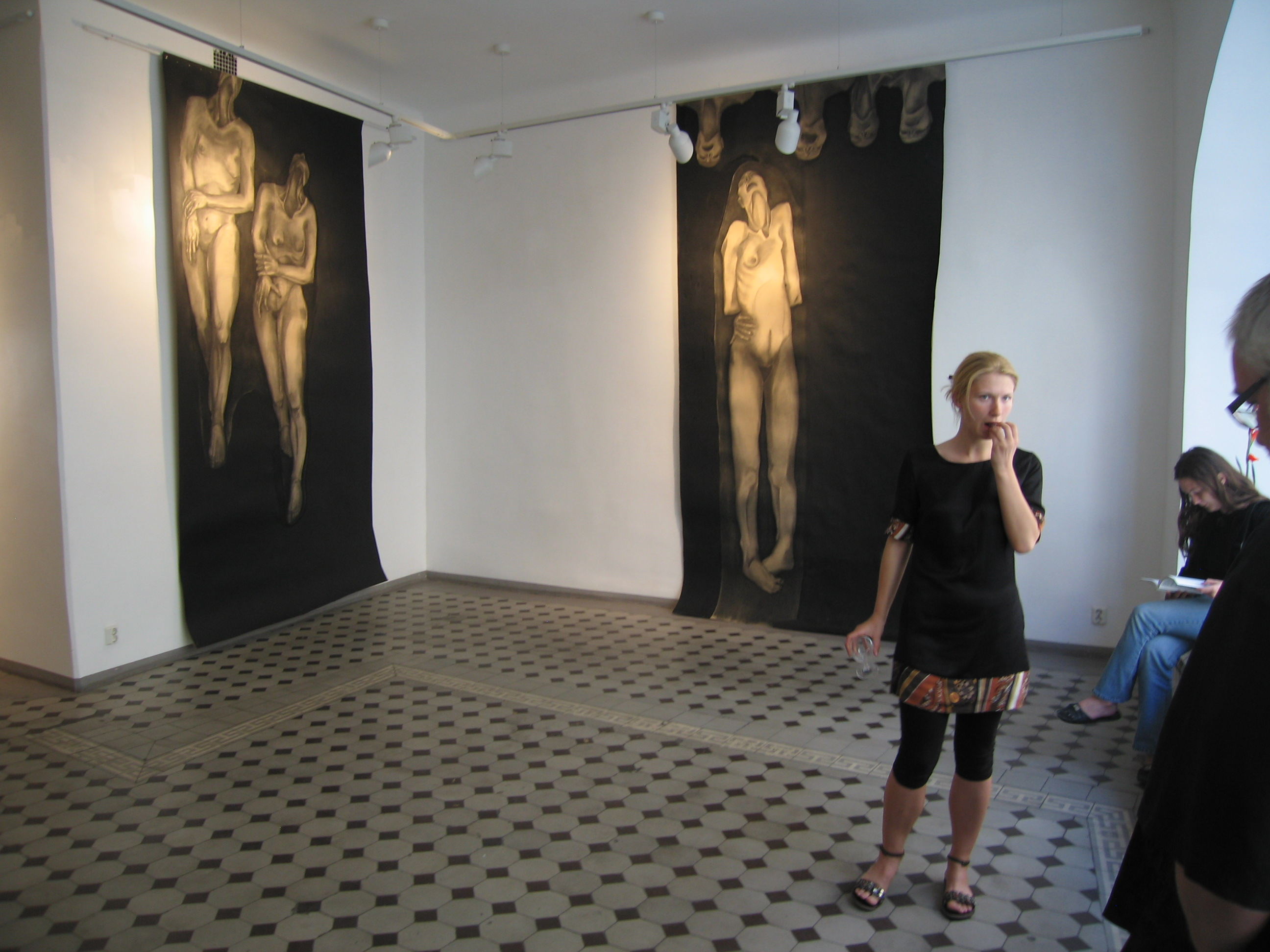
Надежда Чернобай на открытии своей первой персональной выставки «Поцелуй жёлтой невинности», 2008 год

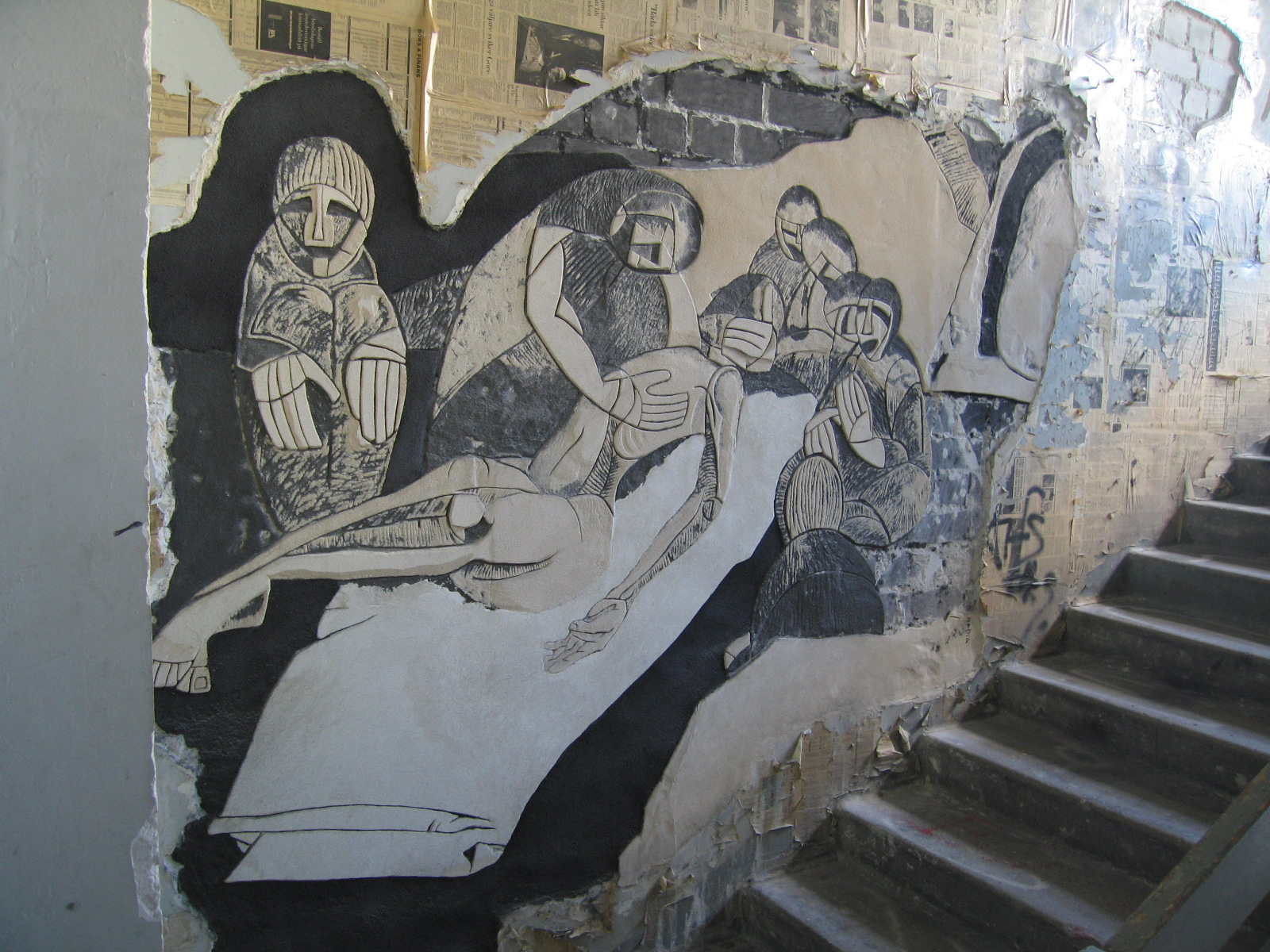
Сграффито Надежды Чернобай в здании Эстонской Академии художеств (снесено) на Тартуском шоссе, Таллин, 2006 год

Работала в Тартуской художественной школе учителем рисования, до этого обучалась рисованию в Тартуском художественном колледже.

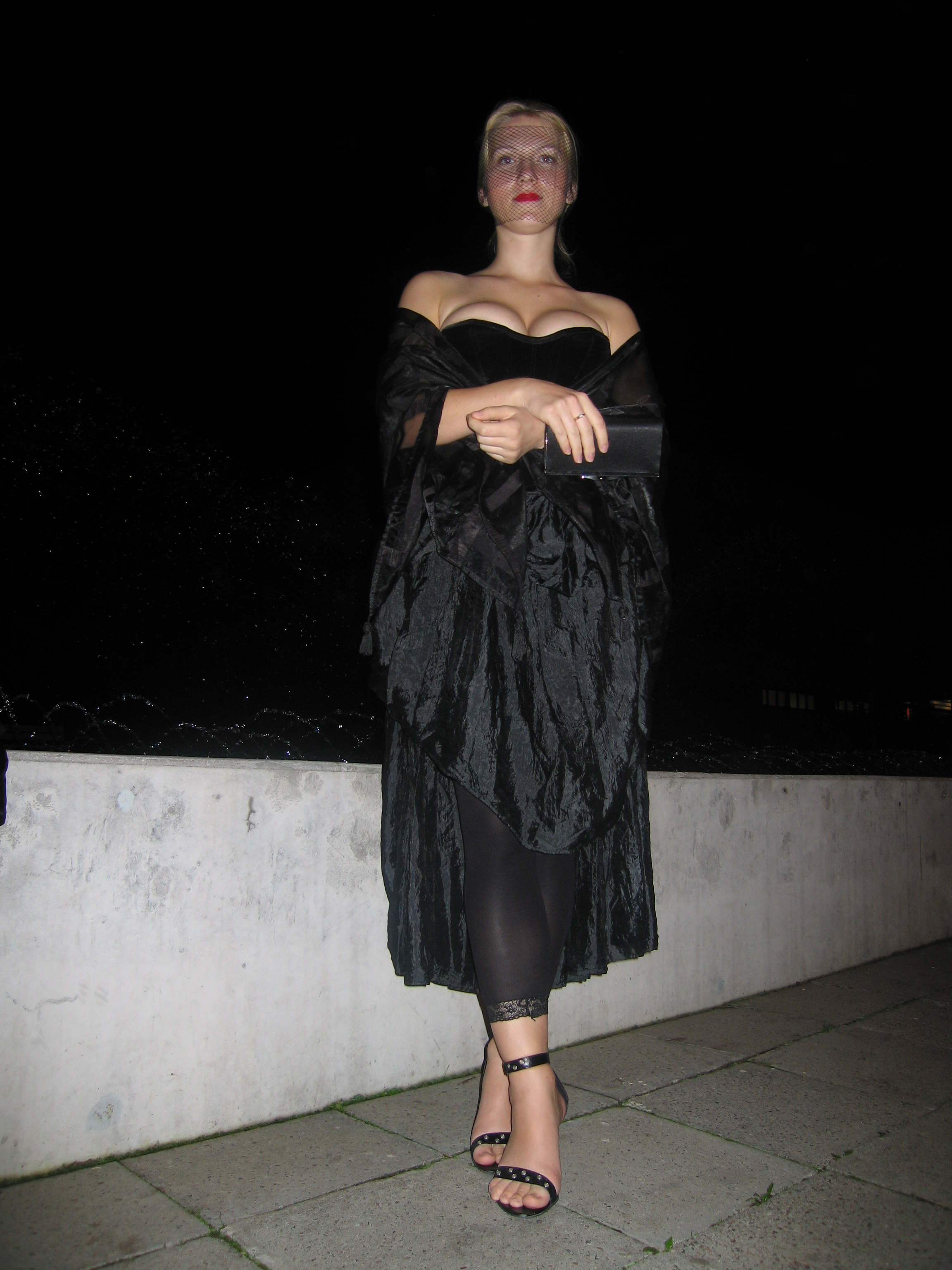
Надежда Чернобай на открытии Эстонского театрального фестиваля “UNT!”, 2008 год

Покончила жизнь самоубийством во дворе Тартуского Дома художников, где у неё было ателье, 21 декабря 2015 года. Похоронена на кладбище Йыхви.
Школьные педагоги вспоминают её как спокойную, целеустремленную девушку, заботливую сестру для брата.
В некрологе коллеги художницы отметили, что «в Надежде скрывались как бы два полюса: первый, который в творчестве выражался сильными, открыто апокалиптическими темами, и второй, который обнажался в общении с ней, и из которого лились покой, тепло и нежность».

## Творчество
По словам эстонского историка искусства Кристы Пийримяэ, в творчестве Чернобай её личные проблемы доходят «благодаря мудрости, искренности и мужеству... до  души зрителя и приобретают более общее и более социальное значение».
В 2006 году, обучаясь по обмену в Эстонской академии художеств, Чернобай начала заниматься монументальной живописью. Одна из её работ, созданная в технике сграффито, была уничтожена, когда в 2010 году было снесено старое здание академии на Тартуском шоссе.
В декабре 2008 года на ежегодной выставке художников в Тарту Чернобай появилась с открытой спиной, прямо к коже которой были пришиты крылья из ватина. Было сделано 12 швов, но, по утверждению художницы, боли она не чувствовала. Не было даже крови, а через три дня от швов не осталось и следа. Всё это было заснято на видео, и маленький фильм демонстрировался в выставочной галерее в течение двух недель. На вопрос эстонской журналистки Марис Мейессаар, зачем она это сделала, Чернобай ответила: «Это подходило к предрождественскому времени. А во-вторых, это также было провокацией, чтобы посмотреть, обратят ли люди внимание. Это была попытка понять, что, если шокируешь и делаешь что-то, что не может иметь никакого отношения к искусству, обратят ли всё-таки на тебя внимание. Это как театр и жизнь — ты всё время должен играть и исследовать границы».
Во многих работах Чернобай есть элементы живописи действия. Её первый хеппенинг состоялся 12 января 2009 года на открытии художественной выставки в Галерее Дракона и назывался «Символическое вынесение Ленина из мавзолея»: сначала выкрашенная в красный цвет художница лежала на окне галереи как мёртвая; от пола до потолка её обрамляла красная драпировка, рядом стоял портрет Ленина из гипса; вдруг она зашевелилась и поднялась; как бы в некоем трансе, она взяла свечу, вышла из галереи и поставила её у двери расположенного напротив галереи посольства Российской Федерации; затем медленным шагом прошла вокруг посольства, трогая закрытые двери; свой рейд она завершила на улице Лай, где выдаются российские визы; завидев красное «привидение», прохожие перебегали на другую сторону улицы.
При создании в 2009 году своих полотен для выставки „MÄ“ Чернобай использовала кровь, уголь, бумагу и текстиль. Она так прокомментировала свои работы:

Это такие реальные истины, как кровь и уголь... Преходящие и в то же время вечные ... Я сама сжигаю уголь из живого дерева, своими стёртыми руками мажу кровью белую бумагу, сделанную из живого дерева... Я пишу себя кровью и углем...

На выставке были также представлены два видеосюжета, запечатлевшие процесс создания этих работ. Художница рисовала нагая, своим телом, используя кровь животных, приобретённую на скотобойне и разлитую по мискам.
Выставка „МÄ“ являлась дипломной магистерской работой Чернобай, которая была выполнена под руководством профессора Яана Элкена и получила высшую оценку комиссии.
Многие произведения Чернобай, в том числе акварели, натюрморты и городские виды, были проданы на Аукционе молодого искусства, состоявшемся в Тарту в 2011 году.
Для самовыражения Чернобай часто использовала форму складного алтаря. Её первая работа в форме алтаря носила название «История воющей собаки» и была представлена на девятой годовой выставке Союза художников Эстонии «Саморазоблачение» в Таллинском Доме искусства летом 2009 года. Работа получила большой резонанс. Серия личных выставок художницы в 2011 году уже носила название «Алтари», а последняя выставка, открывшаяся в 2015 году — название «Алтари. Том 3». Алтарь номер 5 с этой выставки был посвящён композитору Арво Пярту, чья музыка ассоциировалась у Надежды Чернобай с деревом. По словам журналистки Кайре Нурк, последний алтарь Надежды Чернобай отсылает как к сотворению, так и грехопадению (и вместе с этим — к смерти). Постановка художницы была инспирирована сценой сотворения Адама с фрески Микеланджело в Сикстинской капелле.
В 2015 году совместно с эстонским художником Пеэтером Кросманном (Peeter Krosmann) в больнице сестринской помощи Клиники Тартуского университета Надежда Чернобай создала настенную композицию в технике сграффито «Сад». Эта работа принесла Чернобай и Кросманну высшую награду тартуской художественной жизни — премию Адо Ваббе (Ado Vabbe preemia).
О своих работах Надежда Чернобай говорила, что они не требуют слов и разъяснений, однако в сопроводительном письме к своей выставке «Поцелуй жёлтой невинности», состоявшейся в 2008 году, написала:

Боль, нестерпимая боль, которая убивает и которая даёт жизнь. Душа слишком болезненна — она пытается выбраться из тела. Зачем оставаться в этом теле, которое причиняет только страдание? Эта боль возникает сама по себе, я сама её в себе создаю. Душа и тело уже не едины. Душа ушла, тело осталось.

26 сентября 2016 года в Тартуском Художественном доме открылась совместная выставка художников Пеэтера Кросманна и Надежды Чернобай «Связь». Тартуский союз художников составляет свою ежегодную программу выставок заранее, и, как сказал галерист Индрек Григор (Indrek Grigor): «Хотя Нади больше нет, выставка всё-таки пройдёт в той форме, в какой она была запланирована. Художник продолжает жить в своих творениях дальше».

## Персональные выставки
- 2008 — «Поцелуй жёлтой невинности» („Kollase süütuse suudlus“) (часть защищённой в 2007 году бакалаврской дипломной работы)
  - Галерея Дракона, Таллин
- 2010 — “MÄ”
  - Галерея „Noorus”, Тарту
  - Галерея „ArtDepoo“, Таллин
- 2011 — «Алтари» („Altarid“)
  - Галерея „Aatrium“, Таллин
  - Монументальная галерея, Тартуский художественный дом
  - Галерея библиотеки Эстонского университета естественных наук, Тарту
- 2012 — „NSP“
  - Галерея „Vaal“, Таллин[17]
- 2012 — «Повороты» („Pöörded“)
  - Тартуский Художественный дом
- 2014 — «Алтари. Том 2» („Altarid. Vol 2“)
  - Галерея „Noorus“, Тарту
- 2015 — «Алтари. Том 3» („Altarid. Vol 3“)[18][19]
  - Y-галерея (Y-galerii), церковь Тартуского университета, Тарту